# Töbi Tobler
Töbi Tobler (* 1953 in Eschlikon als Jürg Peter) ist ein Schweizer Hackbrettspieler und Improvisationsmusiker; er gilt als Pionier und Erneuerer des Hackbrettspiels.

## Leben und Wirken
Tobler, Sohn eines Molkereibesitzers, erhielt mit zwanzig Jahren ein Hackbrett geschenkt, dessen Spiel er sich als Autodidakt aneignete. Nach der Sekundarschule besuchte er in Zürich den Vorkurs an der Kunstgewerbeschule. Er wurde Rhythmusgitarrist, dann Schlagzeuger und zog nach Bern, wo er anderthalb Jahre lang die Swiss Jazz School besuchte. Als Schlagzeuger arbeitete er bei Hardy Hepp und Max Lässer, um dann in Paris als Strassenmusiker Hackbrett zu spielen. Dort wurde er von Lionel Rocheman entdeckt, der ein Folkfestival im Pariser Olympia organisierte und ihn einlud. 
Zurück in der Schweiz wurde er rasch in Bands, die sich zwischen Jazz und Weltmusik als zukunftsweisend erwiesen haben, bekannt. Nach Toblermit war das insbesondere die mit dem Bassisten Ficht Tanner begründete Gruppe Appenzeller Space Schöttl. Im neuen Jahrtausend folgte mit vier Streichern Das Neue Original Appenzeller Streichmusik Projekt.
Tobler kultiviert eine eigene Musiksprache zwischen intuitiver Musik und Appenzeller Tradition. Er wirkte auch an Theaterproduktionen mit, u. a. den Tellspielen in Altdorf UR 2008 mit Regisseur Volker Hesse. Tobler interpretierte auch Schweizer Hackbrettkonzerte von Paul Huber und Fabian Müller. Er wurde 2017 mit einem vom Bundesamt für Kultur (BAK) verliehenen Schweizer Musikpreis ausgezeichnet.

## Diskographische Hinweise
- Toni Vescoli, Töbi Tobler, Bruno Brandenberger: Zäme (Image 1979)
- Töbi Tobler, Ficht Tanner: Appenzeller Space Schöttl (Zytglogge 1982)
- Töbi Tobler, Ficht Tanner, Walter Keller-Walter: Love Is a Hard Work (Liverpool Record 1984)
- Appenzeller Space Schöttl: Herbstimprovisationen (1995)
- Das Neue Original Appenzeller Streichmusik Projekt (Musikszene Schweiz 2002, mit Arnold Alder, Paul Giger, Fabian Müller, Francisco Obieta)
- Solos (2003)
- Tell-Musik (Musiques Suisses, 2008)
- Habsat (mit Christian Sutter, 2015)
- Töbi Tobler, Christoph Pfändler, Julian Sartorius: Topf 1 (Edition Topf 2019)